# Толкачи (Шкловский район)
Толкачи́ (бел. Таўкачы) — деревня в Шкловском районе Могилёвской области Белоруссии. Входит в состав Толкачевского сельсовета. Деревня расположена в 14 километрах к юго-западу от Шклова.

## История
Известна по письменным источникам с 1643 года как деревня в Черноручском войтовстве Шкловского графства ВКЛ, шляхетская собственность. После 1-го раздела Речи Посполитой (1772) в составе Российской империи. В 1777 году в Могилёвском округе Могилевской губернии. В 1785 году в составе имения Шклов Могилёвского уезда, собственность помещика. Часть жителей занималась изготовлением различных бытовых вещей из лыка и коры. В 1897 году в Черноручской волости Могилёвского уезда, имелись хлебозапасный магазин, постоялый дом. В 1912 году открыта земская школа, которая расположилась в наёмном помещении. На базе дореволюционной создана трудовая школа 1-й степени, где обучались дети с деревень Толкачи, Дубровка, Лихачи, посёлка Скубиловка и близлежащих хуторов.
С 20 августа 1924 года центр Толкачевского сельсовета. В 1924 открыта избочитальня и библиотека. В 1928 году действовало сыродельное предприятие. В январе 1929 года организован колхоз. В 1933 году деревня электрифицирована.
В Великую Отечественную войну с июля 1941 года по 27 июня 1944 года оккупирована немецко-фашистскими захватчиками. В братской могиле, что в центре деревни, похоронено 18 советских воинов 44-го и 445-го стрелковых полков 42-й стрелковой дивизии 49-й армии 2-го Белорусского фронта, которые погибли в боях за освобождение района. На фронте и в партизанской борьбе погибли 58 сельчан.
В 1960 году в деревню включен посёлок Дуброва. В 1990 году деревня Толкачи — центр колхоза «Рассвет», который специализировался на производстве мясомолочной продукции. В деревне располагались производственная бригада, мастерская по ремонту сельскохозяйственной техники, зернодробилка, ферма КРС; работали клуб, библиотека, 8-летняя школа, магазин, комплексный приемный пункт бытового обслуживания населения, фельдшерско-акушерский пункт, отделение связи, детский сад.
Деревня входит в состав ОАО «Говяды-Агро» (центр — агрогородок Говяды).

## Население
- 1695 год — 19 дворов
- 1771 год — 30 дворов, 166 жителей
- 1785 год — 38 дворов, 296 жителей
- 1880 год — 42 двора, 288 жителей
- 1909 год — 58 дворов, 403 жителя
- 1990 год — 64 двора, 134 жителя
- 1997 год — 57 дворов, 160 жителей
- 2002 год — 52 двора, 117 жителей
- 2007 год — 46 дворов, 100 жителей
- 2009 год — 78 жителей
- 2019 год — 44 жителя

## Известные уроженцы
- Нестеров Иван Фирсович (1904—1989) — участник Великой Отечественной войны, Герой Советского Союза (1945).
- Галагаев Владимир Иванович (род. 1939) — предприниматель в сфере строительства и гостиничного бизнеса, депутат Ярославской областной думы с 2000 года.